# Çağdaş Atan
Çağdaş Atan (Smirne, 29 febbraio 1980) è un allenatore di calcio ed ex calciatore turco di ruolo difensore, tecnico dell'İstanbul Başakşehir.

## Carriera
Ha segnato la sua prima rete nella stagione 2009-2010 in Basilea-Aarau (2-1), il 20 febbraio 2010, con un colpo di testa in seguito ad un calcio d'angolo al 70'.

## Statistiche

### Statistiche da allenatore
Statistiche aggiornate al 26 maggio 2024. In grassetto le competizioni vinte.
| Stagione           | Squadra             | Campionato         | Campionato | Campionato | Campionato | Campionato | Coppe nazionali | Coppe nazionali | Coppe nazionali | Coppe nazionali | Coppe nazionali | Coppe continentali | Coppe continentali | Coppe continentali | Coppe continentali | Coppe continentali | Altre coppe | Altre coppe | Altre coppe | Altre coppe | Altre coppe | Totale | Totale | Totale | Totale | % Vittorie | Piazzamento |
| Stagione           | Squadra             | Comp               | G          | V          | N          | P          | Comp            | G               | V               | N               | P               | Comp               | G                  | V                  | N                  | P                  | Comp        | G           | V           | N           | P           | G      | V      | N      | P      | %          | Piazzamento |
| ------------------ | ------------------- | ------------------ | ---------- | ---------- | ---------- | ---------- | --------------- | --------------- | --------------- | --------------- | --------------- | ------------------ | ------------------ | ------------------ | ------------------ | ------------------ | ----------- | ----------- | ----------- | ----------- | ----------- | ------ | ------ | ------ | ------ | ---------- | ----------- |
| 2020-2021          | Alanyaspor          | SL                 | 40         | 17         | 9          | 14         | TK              | 4               | 3               | 0               | 1               | UEL                | 1                  | 0                  | 0                  | 1                  | -           | -           | -           | -           | -           | 45     | 20     | 9      | 16     | 44,44      | 7°          |
| ago. 2021          | Alanyaspor          | SL                 | 3          | 1          | 0          | 2          | TK              | 0               | 0               | 0               | 0               | -                  | -                  | -                  | -                  | -                  | -           | -           | -           | -           | -           | 3      | 1      | 0      | 2      | 33,33      | Eson        |
| Totale Alanyaspor  | Totale Alanyaspor   | Totale Alanyaspor  | 43         | 18         | 9          | 16         |                 | 4               | 3               | 0               | 1               |                    | 1                  | 0                  | 0                  | 1                  |             | -           | -           | -           | -           | 48     | 21     | 9      | 18     | 43,75      |             |
| 2022-2023          | Kayserispor         | SL                 | 36         | 15         | 5          | 16         | TK              | 5               | 4               | 0               | 1               | -                  | -                  | -                  | -                  | -                  | -           | -           | -           | -           | -           | 41     | 19     | 5      | 17     | 46,34      | 9°          |
| ago. 2023          | Kayserispor         | SL                 | 4          | 1          | 3          | 0          | TK              | 0               | 0               | 0               | 0               | -                  | -                  | -                  | -                  | -                  | -           | -           | -           | -           | -           | 4      | 1      | 3      | 0      | 25,00      | Dim         |
| Totale Kayserispor | Totale Kayserispor  | Totale Kayserispor | 40         | 16         | 8          | 16         |                 | 5               | 4               | 0               | 1               |                    | -                  | -                  | -                  | -                  |             | -           | -           | -           | -           | 45     | 20     | 8      | 17     | 44,44      |             |
| set. 2023-2024     | İstanbul Başakşehir | SL                 | 35         | 18         | 7          | 10         | TK              | 4               | 2               | 1               | 1               | -                  | -                  | -                  | -                  | -                  | -           | -           | -           | -           | -           | 39     | 20     | 8      | 11     | 51,28      | Sub, 4°     |
| 2024-2025          | İstanbul Başakşehir | SL                 | 11         | 4          | 4          | 3          | TK              | 0               | 0               | 0               | 0               | UECL               | 9                  | 5                  | 2                  | 2                  | -           | -           | -           | -           | -           | 20     | 9      | 6      | 5      | 45,00      |             |
| Totale Istanbul BB | Totale Istanbul BB  | Totale Istanbul BB | 46         | 22         | 11         | 13         |                 | 4               | 2               | 1               | 1               |                    | 9                  | 5                  | 2                  | 2                  |             | -           | -           | -           | -           | 59     | 29     | 14     | 16     | 49,15      |             |
| Totale carriera    | Totale carriera     | Totale carriera    | 129        | 56         | 28         | 45         |                 | 13              | 9               | 1               | 3               |                    | 10                 | 5                  | 2                  | 3                  |             | -           | -           | -           | -           | 152    | 70     | 31     | 51     | 46,05      |             |

## Palmarès

### Giocatore
- Campionato svizzero: 1

Basilea: 2009-2010
- Coppa Svizzera: 1

Basilea: 2009-2010